# Bystřice (okres Benešov)
Bystřice (německy Bistritz nebo Bistritz bei Beneschau) je město v okrese Benešov ve Středočeském kraji, přibližně 6 kilometrů jižně od Benešova, 17 kilometrů západně od Vlašimi a 19 kilometrů severovýchodně od Sedlčan. Žije zde přibližně 4 700 obyvatel.

## Název
Bystřice je podstatné jméno rodu ženského a skloňuje se podle vzoru růže. Správné skloňování je tedy Bystřice, bez Bystřice – nikoliv bez Bystřic.

## Členění města
Město se člení na celkem 26 částí, které leží na deseti katastrálních územích:
- Bystřice u Benešova – část Bystřice
- Božkovice – části Božkovice, Radošovice a Tožice
- Drachkov – části Drachkov a Zahořany
- Jinošice – části Jinošice, Líštěnec a Opřetice
- Jírovice – části Jírovice, Hůrka, Jarkovice a Semovice
- Kobylí – části Kobylí, Hlivín a Vojslavice
- Líšno – části Líšno a Mokrá Lhota
- Nesvačily u Bystřice – části Nesvačily a Petrovice
- Ouběnice u Votic – části Ouběnice, Jeleneč, Jiřín a Strženec
- Tvoršovice – části Tvoršovice a Mlýny

## Historie
Bystřice je poprvé připomínána ve 2. polovině 14. století. Osada vznikla z potřeb obchodní cesty. Výhodná poloha v mírné kotlině v údolí říčky lákala k odpočinku a napojení zvířat. Koncem 14. století byl v sousední vísce Léště, dnes Líšně, vystavěn hrad. Původní vlastníky Benešovice vystřídali v 15. století Šternberkové. Bystřice byla králem Jiřím z Poděbrad v roce 1471 povýšena na městys. Velký rozmach celé oblasti nastal v druhé polovině 16. století, začalo se s budováním mnoha domů, mlýnů, rybníků, sadů.
Za druhé světové války se část města západně od železniční trati stala součástí vojenského cvičiště Zbraní SS Benešov a její obyvatelé se museli 31. prosince 1943 vystěhovat. Město Bystřice vydalo u příležitosti 70. výročí vystěhování publikaci Poskládané vzpomínky, sestavenou ze vzpomínek pamětníků.
V Bystřici se během války nacházel také koncentrační tábor pro osoby z tzv. smíšených manželství a manžele, kteří se odmítli rozvést se svými židovskými manželkami. Táborem tak prošlo mnoho významných českých osobností, např. Oldřich Nový, Ondřej Sekora, Miloš Kopecký, Jára Pospíšil, Ladislav Rychman, Ronald Kraus, sociolog Jiří Musil, ad. Existenci tábora připomíná pomník s pamětní deskou umístěný západně od železniční trati nedaleko viaduktu.

### Územněsprávní začlenění
Dějiny územněsprávního začleňování zahrnují období od roku 1850 do současnosti. V chronologickém přehledu je uvedena územně administrativní příslušnost obce v roce, kdy ke změně došlo:
- 1850 země česká, kraj České Budějovice, politický a soudní okres Benešov[8]
- 1855 země česká, kraj Tábor, soudní okres Benešov
- 1868 země česká, politický a soudní okres Benešov
- 1939 země česká, Oberlandrat Tábor, politický i soudní okres Benešov[9]
- 1942 země česká, Oberlandrat Praha, politický i soudní okres Benešov[10]
- 1945 země česká, správní i soudní okres Benešov[11]
- 1949 Pražský kraj, okres Benešov[12]
- 1960 Středočeský kraj, okres Benešov
- 2003 Středočeský kraj, okres Benešov, obec s rozšířenou působností Benešov

### Rok 1932
Ve městě Bystřice u Benešova (1600 obyvatel) byly v roce 1932 evidovány tyto živnosti a obchody:

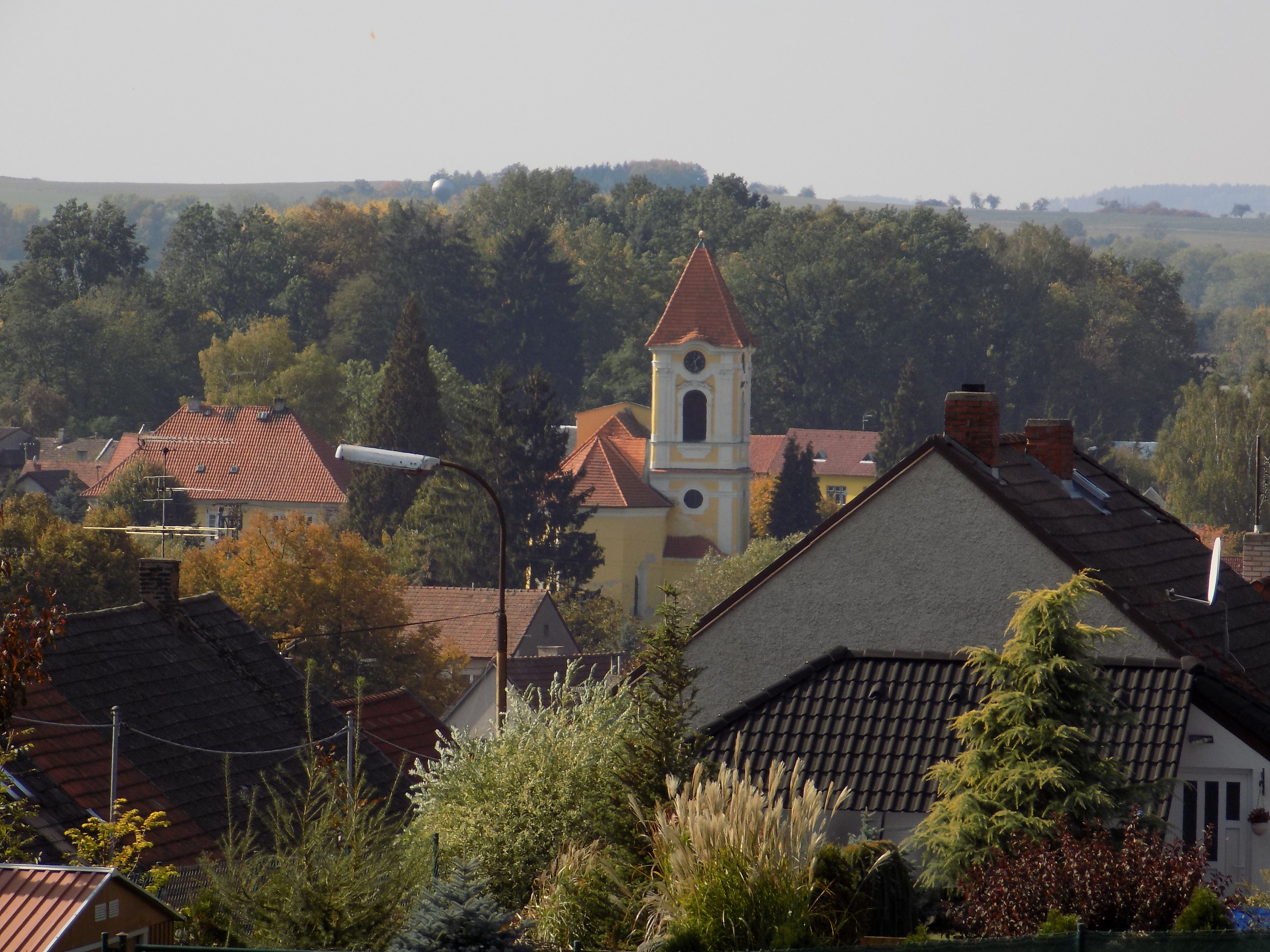
Pohled na Bystřici od hřbitova

- Pohled na Bystřici od hřbitovaInstituce a průmysl: poštovní úřad, telefonní úřad, telegrafní úřad, četnická stanice, katol. kostel, sbor dobrovolných hasičů, 2 cihelny, továrna na dláta, nebozezy a hoblíková železa, výroba karoserií, lihovar, mlýn, továrna na nábytek, pletárna, továrna na hospodářské stroje, strojírna, velkostatek Söller (pamětníci vyslovují "šoler").
- Služby (výběr): 3 lékaři, 2 autodopravci, bio Sokol, 2 cukráři, drogerie, hodinář, 3 hostince, 7 krejčí, mechanik, obchod s obuví Baťa, 5 sadařů, 3 sedláři, Okresní záložna hospodářská v Benešově, Městská spořitelna v Benešově, Živnostensko-obchodnická záložna v Bystřici, 2 zahradníci.

Ve vsi Božkovice (přísl. Radošovice, Tožice, 564 obyvatel, samostatná obec se později stala součástí Bystřice) byly v roce 1932 evidovány tyto živnosti a obchody: družstvo pro rozvod elektrické energie v Božkovicích, 5 hostinců, 2 koláři, kovář, krejčí, obuvník, 3 rolníci, obchod se smíšeným zbožím, 3 trafiky.
V obci Drachkov (přísl. Zahořany, 550 obyvatel, samostatná obec se později stala součástí Bystřice) byly v roce 1932 evidovány tyto živnosti a obchody: 2 hostince, kovář, krejčí, Spořitelní a záložní spolek pro Drachkov, kolář, 2 obchody se smíšeným zbožím, 3 trafiky, velkostatek.
V obci Jinošice (přísl. Líštěnec, Opřetice, Hutě, Vrbětín, 315 obyvatel, samostatná obec se později stala součástí Bystřice) byly v roce 1932 evidovány tyto živnosti a obchody: cihelna, 2 hostince, kovář, mlýn, 2 trafiky.
V obci Jirovice (přísl. Hanzlov, Hůrka, Chvojen, Jarkovice, Mariánovice, Semovice, 606 obyvatel, samostatná obec se později stala součástí Bystřice) byly v roce 1932 evidovány tyto živnosti a obchody: cihelna, 3 hostince, kovář, mlýn, pokrývač, rolník, obchod se smíšeným zbožím, tesařský mistr, 2 trafiky, 2 velkostatky Správy státních statků.
V obci Líšno (přísl. Horní Podhájí, Mokrá Lhota, 754 obyvatel, samostatná obec se později stala součástí Bystřice) byly v roce 1932 evidovány tyto živnosti a obchody: cihelna, kovář, 2 hostince, 2 koláři, 2 krejčí, lihovar, malíř, mlýn, 2 obuvníci, pila, 3 obchody se smíšeným zbožím, 3 trafiky, 2 velkostatky.
Ve vsi Nesvačily (přísl. Petrovice, 633 obyvatel, samostatná ves se později stala součástí Bystřice) byly v roce 1932 evidovány tyto živnosti a obchody: 3 hostince, kolář, kovář, 2 krejčí, obuvník, řezník, 2 obchody se smíšeným zbožím, trafika, truhlář, velkostatkář Krása (nájemce dvora Petrovice).
V obci Ouběnice (přísl. Jiřín, Strženec, 547 obyvatel, poštovní úřad, telegrafní úřad, četnická stanice, katol. kostel, chudobinec, samostatná obec se později stala součástí Bystřice) byly v roce 1932 evidovány tyto živnosti a obchody: 2 koláři, mlýn, 4 hostince, 2 kováři, 3 obuvníci, 2 porodní asistentky, truhlář, 3 rolníci, 3 obchody se smíšeným zbožím, Spořitelní a záložní spolek v Ouběnicích, 3 trafiky.
Ve vsi Tvoršovice (přísl. Mlýny, 284,  obyvatel, samostatná ves se později stala součástí Bystřice) byly v roce 1932 evidovány tyto živnosti a obchody: cihelna, 2 obchodníci s dobytkem, 2 hostince, kovář, lihovar, 3 mlýny, obuvník, řezník, obchod se smíšeným zbožím, trafika, velkostatkář Novák (majitel paláce U Nováků ve Vodičkově ulici v Praze).

## Pamětihodnosti

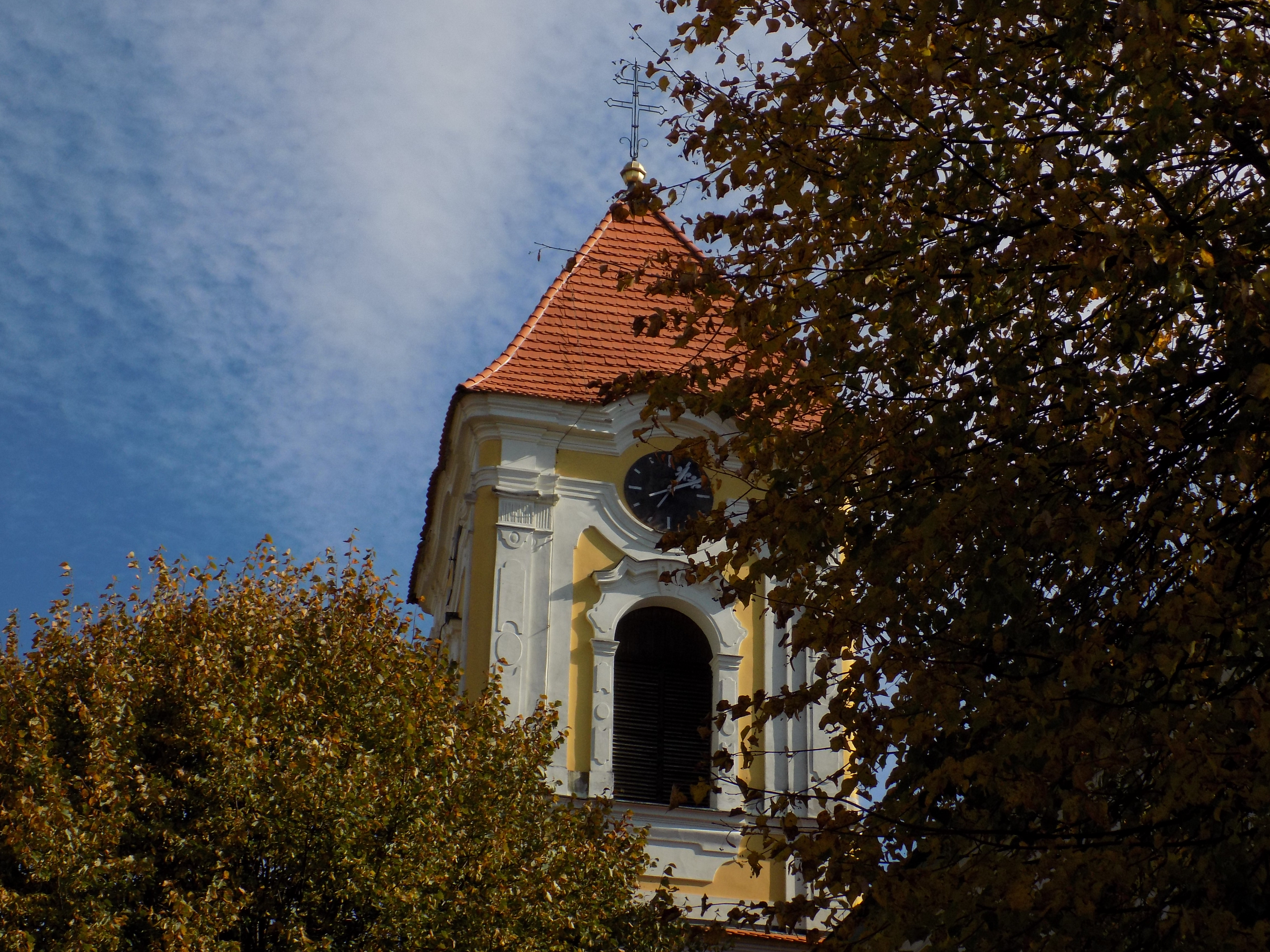
Věž kostela v Bystřici

- Kostel svatých Šimona a Judy – barokní kostel z roku 1666 na místě gotické stavby
- Fara – barokní stavba z konce 17. století

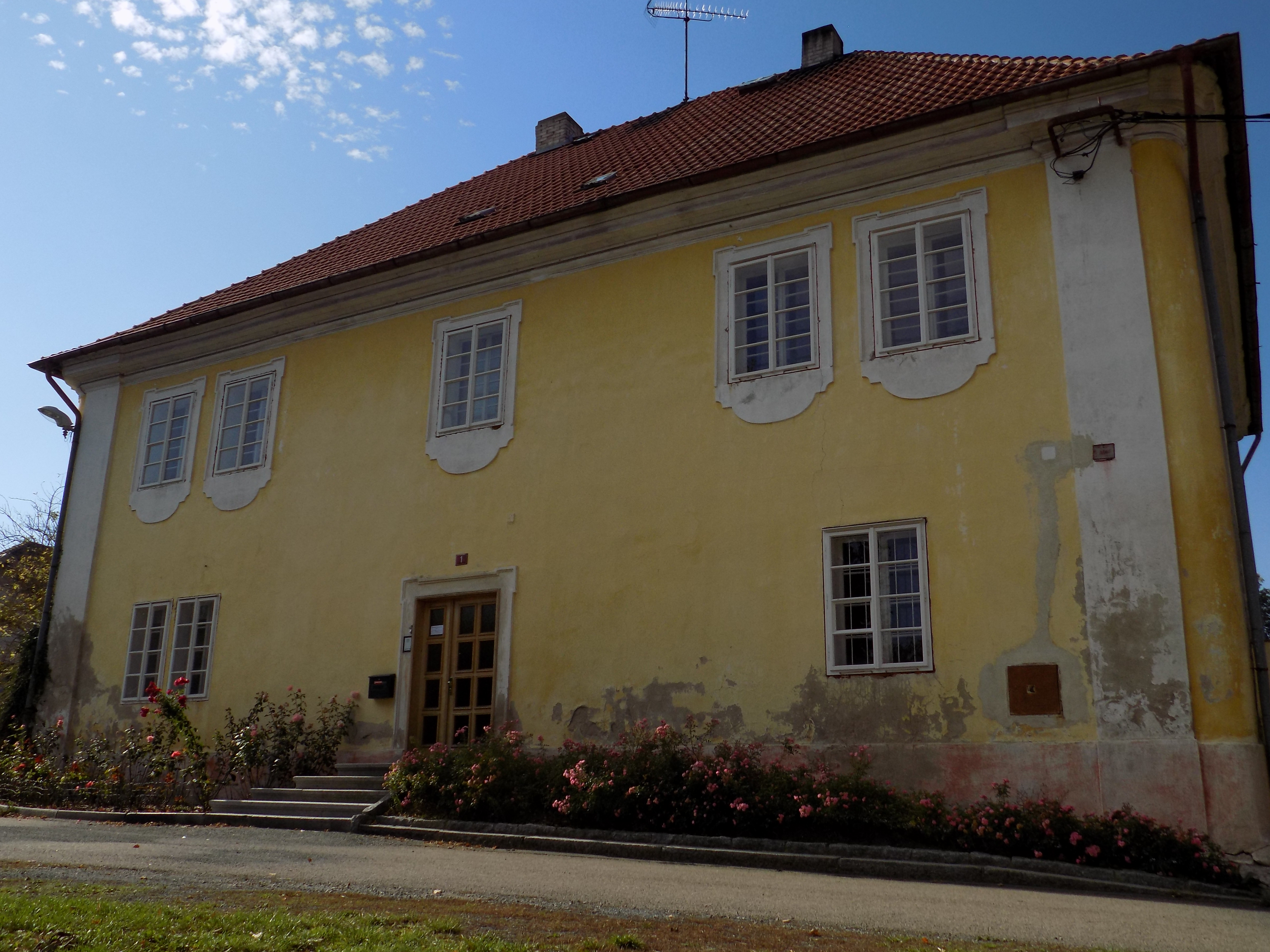
Fara v Bystřici u kostela

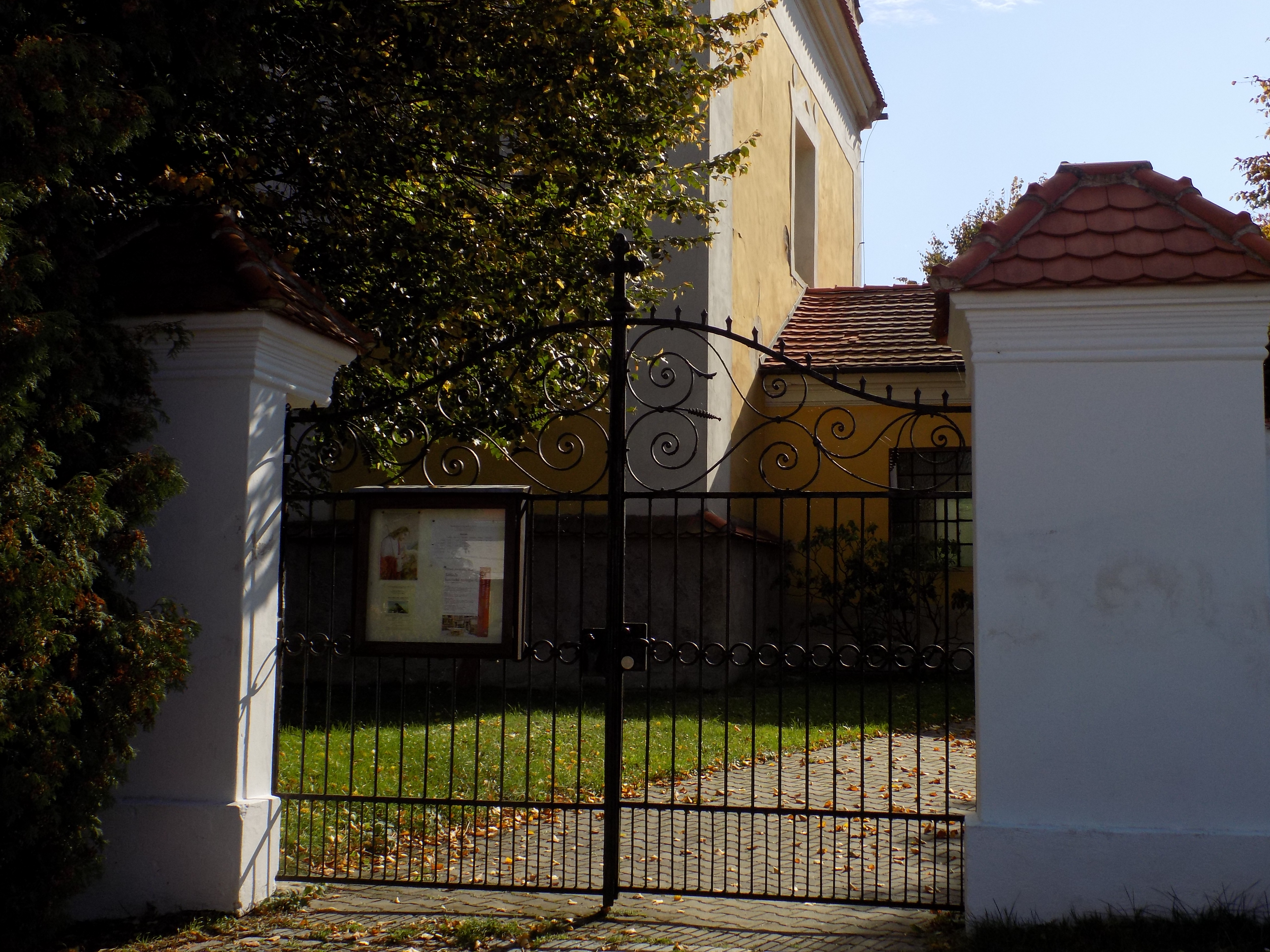
Vstupní brána u kostela

- Socha svatého Jana Nepomuckého
- Výklenková kaplička
- Nádraží[22]
- Usedlost čp. 76

## Současnost
Nachází se zde lékař, lékárna, domov pro seniory, škola i školka, pošta, barokní kostel, katolická duchovní správa, městská knihovna, fotbalové hřiště. Zejména kolem náměstí jsou soustředěny četné obchody a několik restaurací. K největším místním zaměstnavatelům patří ZD NOVA Bystřice, NAREX Bystřice a ALPLA Petrovice.

### Náboženský život
V Bystřici funguje Římskokatolická farnost Bystřice u Benešova s farním úřadem v Bystřici, do ní patří většina území města s výjimkou Ouběnic a okolí, které patří do farnosti votické. Farnost je spravována administrátorem v Bystřici. Město náleží do vikariátu benešovského a arcidiecéze pražské. Z 4276 obyvatel většina obyvatel deklaruje, že jsou buďto bez vyznání (1280), nebo náboženskou víru neuvádějí (2168).[zdroj?] Jako věřící nehlásící se k žádné církvi se přihlásilo 278 obyvatel a jako věřící, k nějaké církvi se hlásící se deklarovalo 550 občanů, z toho nejvíce k Církvi římskokatolické (430) a k církvi československé (31). Na území města jsou katolické kostely v Bystřici (farní), na Tožici, v Ouběnicích a v Nesvačilech. V Nesvačilech je ještě kostel církve československé husitské, spravovaný z Jílového u Prahy, patřící do vikariátu Praha-Venkov, do diecéze pražské.

## Doprava
Dopravní síť
- Pozemní komunikace – Městem procházejí silnice I/3 Mirošovice - Benešov - Bystřice - Tábor - České Budějovice a II/111 Bystřice - Divišov - Český Šternberk.
- Železnice – Město Bystřice leží na železniční trati 220 (Praha -) Benešov u Prahy - Tábor - České Budějovice. Je to dvoukolejná elektrizovaná celostátní trať zařazená do evropského železničního systému, součást 4. koridoru. Doprava byla zahájena roku 1871. V letech 2010–2013 proběhla na trati zásadní modernizace včetně přeložení a napřímení některých úseků. Po napřímení trati se objevila na přelomu let 2015/2016 myšlenka využít starou trasu pro vybudování cyklostezky z votického nádraží k olbramovickému a dále do Bystřice. Jejím smyslem by kromě rekreace byla i snazší individuální doprava k olbramovické stanici, kde staví i rychlíky.[23]

Veřejná doprava
- Autobusová doprava – Městem projíždějí autobusové linky do těchto cílů: Bechyně, České Budějovice, Český Krumlov, Jindřichův Hradec, Plzeň, Praha, Příbram, Sedlčany, Tábor, Třeboň, Týn nad Vltavou, Votice.
- Železniční doprava – Železniční stanicí Bystřice u Benešova jezdí v pracovních dnech 13 osobních vlaků, o víkendu 8 osobních vlaků, zastavují zde i spěšné vlaky z Tábora do Prahy a zpět. Rychlíky zde projíždějí.

Letecká doprava
Západně od vlastní Bystřice se u silnice III/11459 v katastrálním území Nesvačil nachází letiště Benešov, které skrze svou příspěvkovou organizaci provozuje město Bystřice.

## Turistika
- Cyklistika – Městem vedou cyklotrasy č. 0076 Konopiště - Bystřice - Votice a č. 0094 Neveklov - Nesvačily - Bystřice - Postupice.
- Pěší turistika – Územím města procházejí turistické trasy  Konopiště - Bystřice - Líšno - Žebrák - Ouběnice - Votice,  Bystřice - Jinošice - Ouběnice a  Líšno - Mokrá Lhota - Konopiště.

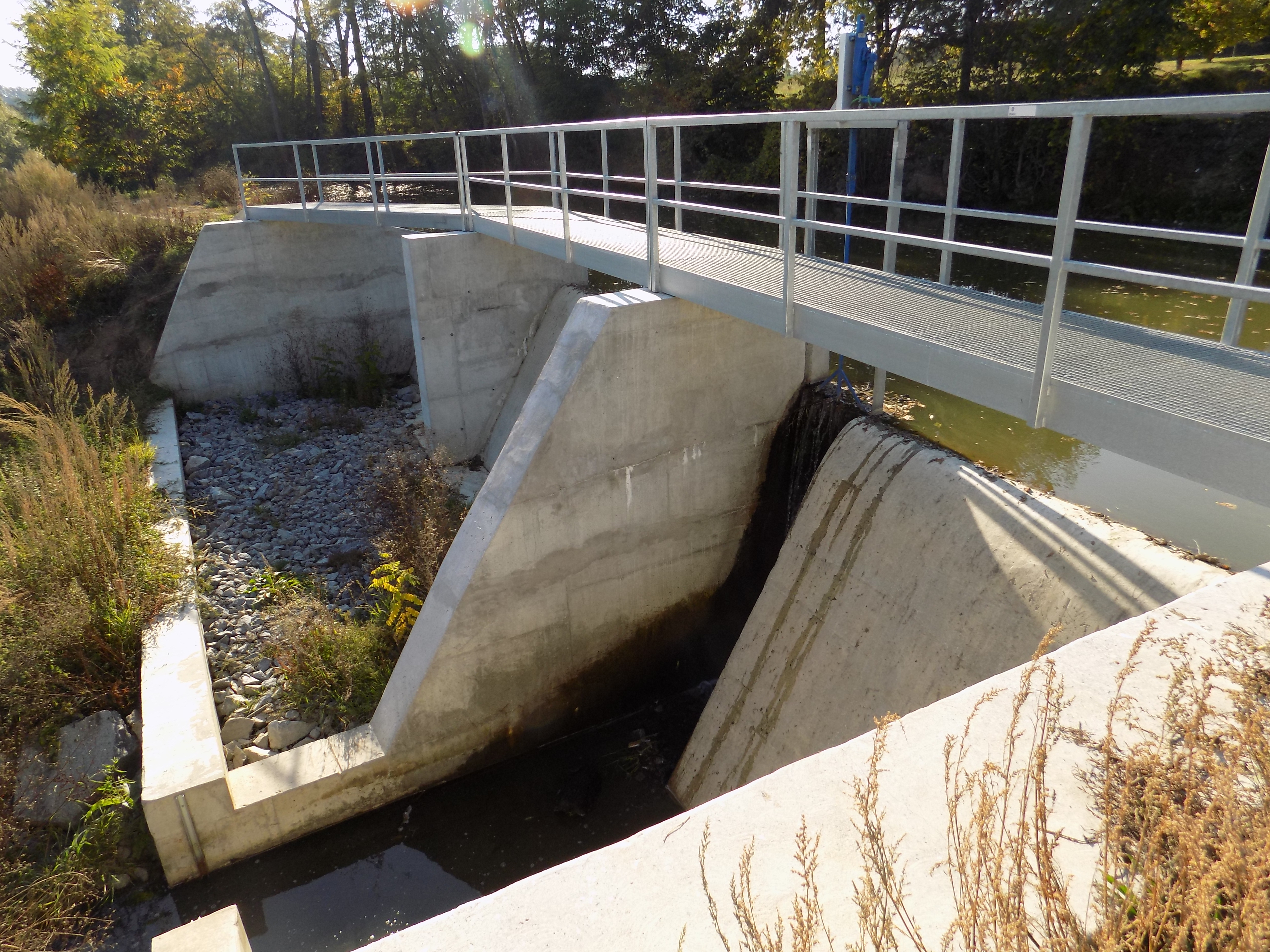
U Zájezdku

## Galerie

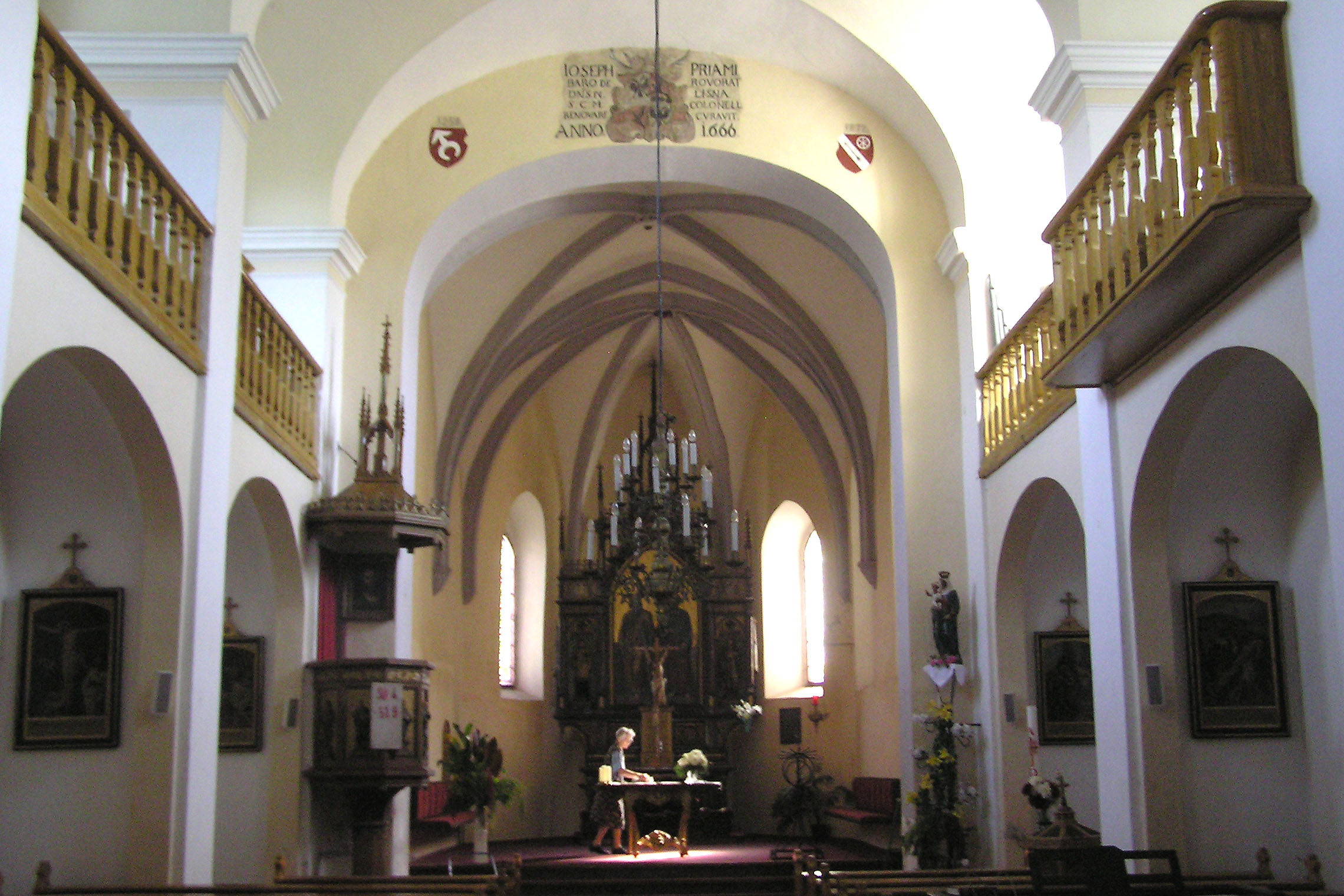
Interiér kostela
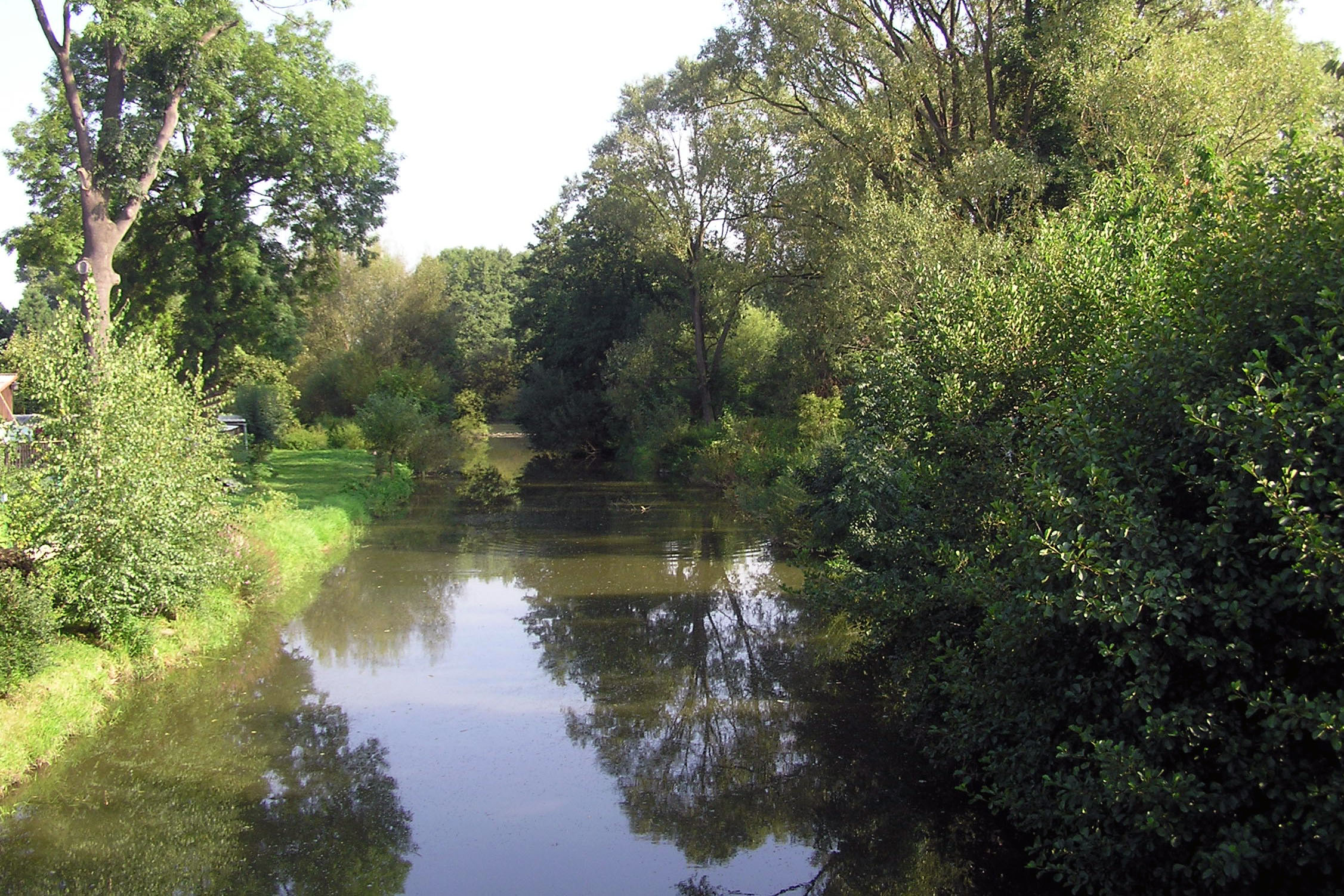
Potok
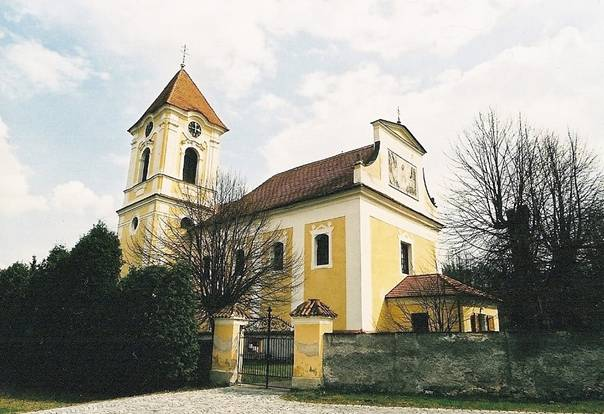
Kostel sv. Šimona a Judy